# La niña de tus ojos
La niña de tus ojos és una pel·lícula espanyola de 1998 dirigida per Fernando Trueba.

## Argument
L'Alemanya nazi convida un grup de cineastes espanyols propers al nou règim a rodar la doble versió, alemanya i espanyola, del drama musical d'ambient andalús La niña de tus ojos, als estudis de la UFA, a Berlín.
Feliços de deixar enrere la guerra al seu país, la reduïda troupe d'espanyols, encapçalada pel director Blas Fontiveros, inicia el rodatge al Berlín nazi. Aviat descobreixen que han escapat d'una guerra per caure en una altra, que l'hospitalitat del ministre alemany de Propaganda Joseph Goebbels té molt a veure amb els encants juvenils de l'actriu Macarena Granada, i que els únics extres amb aspecte andalús que es poden trobar a Alemanya són jueus i gitanos d'un camp de concentració.

## Repartiment
- Penélope Cruz: Macarena Granada
- Antonio Resines: Blas Fontiveros
- Neus Asensi: Lucía Gandía
- Jesús Bonilla: Bonilla
- Loles León: Trini
- Jorge Sanz: Julián Torralba
- Rosa Maria Sardà: Rosa Rosales
- Petr Vlasak: Dragon
- Martin Faltyn: Maitre
- Robert Fischer: ajudant de direcció
- Jiri Knot: cambrer de l'ambaixada
- Patrik Skala: treballador de l'hotel
- Santiago Segura: Castillo
- Miroslav Taborsky: Vaclav
- Johannes Silberschneider: Joseph Goebbels
- Karel Dobry: Leo
- Götz Otto: Heinrich
- María Barranco: dona de l'ambaixador
- Juan Luis Galiardo: l'ambaixador
- Hanna Schygulla: Magda Goebbels
- Heinz Rilling: Hippel
- Jan Preucil: Maisch
- Borivoj Navratil: Henkel
- Oto Sevcik: Gustav
- Petr Drozda: xofer
- Marciano de la Fuente: Don Norberto

## Premis i nominacions

### Premis Goya
| Any  | Premi       | Categoria                        | Persona                                                   | Resultat    |
| ---- | ----------- | -------------------------------- | --------------------------------------------------------- | ----------- |
| 1999 | Premis Goya | Millor pel·lícula                |                                                           | Guanyadora  |
| 1999 | Premis Goya | Millor director                  | Fernando Trueba                                           | Nominat     |
| 1999 | Premis Goya | Millor actriu protagonista       | Penélope Cruz                                             | Guanyadora  |
| 1999 | Premis Goya | Millor actor protagonista        | Antonio Resines                                           | Nominat     |
| 1999 | Premis Goya | Millor actriu de repartiment     | Loles León                                                | Nominat     |
| 1999 | Premis Goya | Millor actriu de repartiment     | Rosa Maria Sardà                                          | Nominat     |
| 1999 | Premis Goya | Millor actor de repartiment      | Jorge Sanz                                                | Nominat     |
| 1999 | Premis Goya | Millor actor revelació           | Miroslav Táborský                                         | Guanyador   |
| 1999 | Premis Goya | Millor guió original             | Rafael Azcona Miguel Ángel Egea David Trueba Carlos López | Nominats    |
| 1999 | Premis Goya | Millor música original           | Antoine Duhamel                                           | Nominat     |
| 1999 | Premis Goya | Millor fotografia                | Javier Aguirresarobe                                      | Nominat     |
| 1999 | Premis Goya | Millor muntatge                  | Carmen Frías                                              | Nominada    |
| 1999 | Premis Goya | Millor direcció artística        | Gerardo Vera                                              | Guanyador   |
| 1999 | Premis Goya | Millor direcció de producció     | Angélica Huete                                            | Guanyadora  |
| 1999 | Premis Goya | Millor disseny de vestuari       | Lala Huete Sonia Grande                                   | Guanyadores |
| 1999 | Premis Goya | Millor maquillatge i perruqueria | Gregorio Ros Antonio Panizza                              | Guanyadores |
| 1999 | Premis Goya | Millor so                        | Pierre Gamet Dominique Hennequin Santiago Thévenet        | Nominats    |
| 1999 | Premis Goya | Millors efectes especials        | Emilio Ruiz Alfonso Nieto                                 | Nominats    |

### Altres
Premis Fotogramas de Plata
| Any  | Premi               | Categoria               | Actor           | Resultat   |
| ---- | ------------------- | ----------------------- | --------------- | ---------- |
| 1998 | Fotogramas de Plata | Millor actriu de cinema | Penélope Cruz   | Guanyadora |
| 1998 | Fotogramas de Plata | Millor actor de cinema  | Antonio Resines | Guanyador  |
| 1998 | Fotogramas de Plata | Millor actor de cinema  | Santiago Segura | Nominat    |

Premis de la Unió de Actors
| Any  | Premi          | Categoria                                   | Actor            | Resultat   |
| ---- | -------------- | ------------------------------------------- | ---------------- | ---------- |
| 1999 | Unió de Actors | Millor interpretació protagonista de cinema | Penélope Cruz    | Guanyadora |
| 1999 | Unió de Actors | Millor interpretació secundària de cinema   | Rosa Maria Sardà | Nominat    |

Festival Internacional de Cinema de Cartagena d'Índies
| Any  | Premi                                                  | Categoria         | Actor                | Resultat  |
| ---- | ------------------------------------------------------ | ----------------- | -------------------- | --------- |
| 2000 | Festival Internacional de Cinema de Cartagena d'Índies | Millor Fotografia | Javier Aguirresarobe | Guanyador |

Festival de Santa Bàrbara
| Any  | Premi                     | Categoria         | Actor                | Resultat  |
| ---- | ------------------------- | ----------------- | -------------------- | --------- |
| 2000 | Festival de Santa Bàrbara | Millor Fotografia | Javier Aguirresarobe | Guanyador |